# Рачиця (Севниця)
Рачиця (словен. Račica) — поселення в общині Севниця, Споднєпосавський регіон, Словенія. Висота над рівнем моря: 204 м.